# Mocsa
Mocsa är en ort i Ungern.   Den ligger i provinsen Komárom-Esztergom, i den nordvästra delen av landet, 70 km väster om huvudstaden Budapest. Mocsa ligger 129 meter över havet och antalet invånare är 2 265.
Terrängen runt Mocsa är platt, och sluttar norrut. Runt Mocsa är det tätbefolkat, med 297 invånare per kvadratkilometer. Närmaste större samhälle är Tatabánya, 18,2 km sydost om Mocsa. Trakten runt Mocsa består till största delen av jordbruksmark.